# کلبسیلا گرانولوماتیس
کلبسیلا گرانولوماتیس (Klebsiella granulomatis)یک باکتری گرم منفی و میله‌ای شکل متعلق به سرده کلبسیلا است. که باعث ایجاد بیماری‌های آمیزشی می‌شود.